# Гибкий бюджет
Гибкий бюджет (гибкая смета, англ. flexible budget) — бюджет, который допускает корректировку своих статей при разных уровнях активности (объёмах продаж). 

## Определение
Английский профессор Колин Друри определяет гибкий бюджет как бюджет, который допускает корректировку при разных уровнях активности. В гибком бюджете используются гибкие нормативные показатели.
Американский профессор Рэй Гаррисон определяет гибкий бюджет как бюджет, оценивающий расходы, которые будут понесены при любом уровне деловой активности в некотором диапазоне объёмов деятельности.
Неконтролируемые факторы (внешние обстоятельства, которые не были известны и не были соответственно запланированы) изменили (увеличили/уменьшили) величины переменных расходов в статьях бюджета, при этом постоянные затраты остались неизменными. После завершения отчётного периода менеджер при наличии искажающего влияния неконтролируемых факторов активности начинает учитывать эти отклонения. Первоначальный бюджет корректируется в части статей переменных затрат до фактического уровня активности (если увеличился/уменьшился объём производства, то увеличились/уменьшились и прямые затраты), таким образом составляется гибкий бюджет, который затем и анализируется.
Согласно американскому профессору Чарльзу Хорнгрену гибкий бюджет формируется исходя из объема планируемой выручки или планируемых затрат, скорректированных на фактический объём выпуска продукции (или на объём продаж). Гибкий бюджет использует фактический объём выпуска/продаж продукции, а статичный бюджет  — плановый уровень выпуска/продаж. Поэтому использование гибкого бюджета в отличие от статичного позволяет менеджерам получать больше информации об отклонениях.

## Формирование гибкого бюджета
Согласно Ч. Хоргрену формирование гибкого бюджета описывается следующими этапами:
1. определяются плановые показатели (цена реализации, переменные затраты на единицу продукции и постоянные затраты);
2. определяется фактическое количество выпущенной и проданной продукции;
3. определяется выручка по гибкому бюджету на основе планируемой цены и фактического количества выпущенной и проданной продукции;
4. определяются затраты по гибкому бюджету на основе планируемых переменных затрат на единицу продукции, фактического количества выпущенной и продукции и планируемых постоянных затрат.